# Hemisus guttatus
Hemisus guttatus là một loài ếch trong họ Hemisotidae. Chúng thường được tìm thấy ở Nam Phi và có thể cả Swaziland.
Các môi trường sống tự nhiên của chúng là xavan khô, xavan ẩm, vùng cây bụi ôn đới, vùng đồng cỏ ôn đới, sông, sông có nước theo mùa, đầm nước, hồ nước ngọt có nước theo mùa, đầm nước ngọt có nước theo mùa, và kênh đào và mương rãnh. Loài này đang bị đe dọa do mất môi trường sống.